# Manoir de l'Épinay
Le manoir de l'Épinay est une demeure des XVe et XVIe siècles qui se dresse sur le territoire de la commune française de Saint-Hilaire-sur-Erre, dans le département de l'Orne, en région Normandie. L'édifice est partiellement inscrit au titre des monuments historiques.

## Localisation
Le manoir est situé sur le territoire de la commune de Saint-Hilaire-sur-Erre dans le département français de l'Orne.

## Historique
La seigneurie est attestée au XIIIe siècle.
L'édifice est un des plus anciens des manoirs du Perche subsistants, la plupart étant datés des XVe et XVIe siècles. Le logis à pans de bois est peut-être daté de la seconde moitié du XIVe siècle.[réf. souhaitée]

## Description
Le domaine comprend le corps de logis principal, trois bâtiments de communs, un colombier et les vestiges d'une enceinte fortifiée. Le logis rectangulaire est flanqué d'une tour d'escalier circulaire. Il est le seul manoir du Perche à posséder un étage à pans de bois sur un soubassement de pierres. À l'intérieur, éléments sculptés et, à l'étage, linteau de cheminée peint. Une bretèche fait le lien, sur la façade arrière, entre le logis et la tour. Le colombier, qui a conservé ses boulins, est percé de canonnières. L'enceinte a conservé quelques éléments de murs et les vestiges des deux tours d'angle.

## Protection
Le logis avec son décor intérieur ; les vestiges de l'enceinte fortifiée et du portail d'entrée ; le colombier sont inscrits au titre des monuments historiques par arrêté du 6 novembre 1990.